# Taylor Averill
Taylor Constantine Averill (ur. 5 marca 1992 w Portland) – amerykański siatkarz, reprezentant kraju, grający na pozycji środkowego.
W styczniu 2024 roku w 32. finale Wielkiej Orkiestry Świątecznej Pomocy klub Projekt Warszawa zaproponował w ramach aukcji lekcję tańca z siatkarzem, którego okrzyknęli najlepszym tancerzem drużyny.

## Sukcesy klubowe
Liga francuska:
- 2021
- 2019

Puchar Challenge:
- 2024[9]

Liga polska:
- 2024[10]

## Sukcesy reprezentacyjne
Puchar Panamerykański:
- 2014

Mistrzostwa Świata:
- 2018

Liga Narodów:
- 2023[11]

Mistrzostwa Ameryki Północnej, Środkowej i Karaibów:
- 2023[12]

Igrzyska Olimpijskie:
- 2024[13]

## Nagrody indywidualne
- 2024: Najlepszy środkowy Igrzysk Olimpijskich w Paryżu[14]